# Borderlands
Borderlands – gra komputerowa typu first-person shooter osadzona w realiach science fiction, opracowana przez Gearbox Software i wydana 26 października 2009 roku przez 2K Games. Charakteryzuje się komiksową oprawą graficzną i próbą połączenia FPS z mechanizmami znanymi z gier RPG. Gra promowana jest jako role-playing shooter. Kontynuacja gry - Borderlands 2 - ukazała się we wrześniu 2012 roku, natomiast interquel serii, Borderlands: The Pre-Sequel! w grudniu 2014 roku.

## Fabuła
Akcja gry toczy się na w większości jałowej planecie Pandora. Bohater, który na nią przybywa w poszukiwaniu Skarbca skrywającego tajemniczy artefakt obcych zwanych Eridianami, trafia w sam środek chaosu. Po drodze rozwiązuje problemy lokalnej społeczności i walczy z coraz to potężniejszymi przywódcami Bandytów, którzy narodzili się po opuszczeniu planety przez korporacje. Gra podzielona jest na 130 zadań pobocznych i około 45 zadań związanych z głównym wątkiem fabularnym. Jedną postacią można przejść fabułę wielokrotnie, przy czym rośnie poziom trudności. Odkrycie wszystkich sekretów gry ma zajmować około 100 godzin.

## Rozgrywka

### Bohaterowie
Do dyspozycji gracza oddano cztery klasy bohatera. Są to: Żołnierz (Roland), Łowca (Mordecai), Berserker (Brick) i Syrena (Lilith). Wybór bohatera ma duży wpływ na sposób i strategię prowadzenia rozgrywki, gdyż każdy z nich posiada unikatową umiejętność oraz preferuje inne rodzaje uzbrojenia. Na umiejętność postaci można wpływać z pomocą modyfikujących nakładek, które można przechowywać w ekwipunku. Maksymalny poziom postaci, który można osiągnąć, to 69 (po wprowadzeniu najnowszego patcha), przy czym po pierwszym ukończeniu fabuły bohater będzie znajdował się między 31 a 35 poziomem.

### Wrogowie
Wrogowie dzielą się na 8 rodzajów, z czego każdy występuje w kilku-kilkunastu odmianach. Należą do nich m.in. ludzie (głównie Bandyci i najemnicy), roboty, obcy oraz rdzenne stworzenia z Pandory, przypominające między innymi psy, nietoperze, pająki, larwy i robaki. Występują również bossowie.

### Broń
Broń w Borderlands jest tworzona losowo na podstawie 87 bazowych modeli, a konkretne sztuki różnią się od siebie statystykami i wyglądem. Szacowana liczba niepowtarzalnych broni możliwych do wygenerowania przez grę wynosi około 17 milionów. Wiele z broni posiada unikatowe właściwości, od zwiększonej ładowności magazynków po niezwykłe efekty jak rykoszety czy regeneracja (a nawet niezużywanie) amunicji. Wiele broni posiada możliwość rażenia dodatkowymi efektami - ogniem, elektrycznością, kwasem lub wybuchami.
Broń w grze dzieli się na 9 kategorii: pistolety, rewolwery, pistolety maszynowe, strzelby, karabiny szturmowe, karabiny snajperskie, wyrzutnie rakiet oraz broń obcych. Do dyspozycji są też granaty, których właściwości można modyfikować.

### Tryby gry
Oprócz trybu dla jednego gracza, dostępny jest także tryb kooperacji dla maksymalnie czterech graczy. Z myślą o tym trybie tworzono większość mechanik gry, między innymi sposób zapisu rozgrywki (w stacjonarnych punktach kontrolnych i automatycznie, przy opuszczaniu gry).

## Tworzenie
Początkowo grafika w Borderlands miała zmierzać w kierunku fotorealizmu. W zaawansowanym stadium prac twórcy zdecydowali się jednak na zmianę koncepcji wizualnej, dzięki czemu gra okraszona jest komiksową grafiką.

## Zawartość do pobrania
Do gry ukazały się cztery dodatki DLC:
- The Zombie Island of Dr. Ned (data premiery: Xbox 360 i PS3: 24 listopada 2009, PC: 9 grudnia 2009)
- Mad Moxxi's Underdome Riot (data premiery: Xbox 360: 29 grudnia 2009, PC i PS3: 7 stycznia 2010)
- The Secret Armory of General Knoxx (data premiery: Xbox 360: 23 stycznia 2010, PC i PS3: 25 stycznia 2010)
- Claptrap's New Robot Revolution (data premiery: 18 września 2010)

## Sprzedaż
Borderlands sprzedał się w 6 milionach egzemplarzy do lipca 2012 roku.